# Sư tử tấn công người

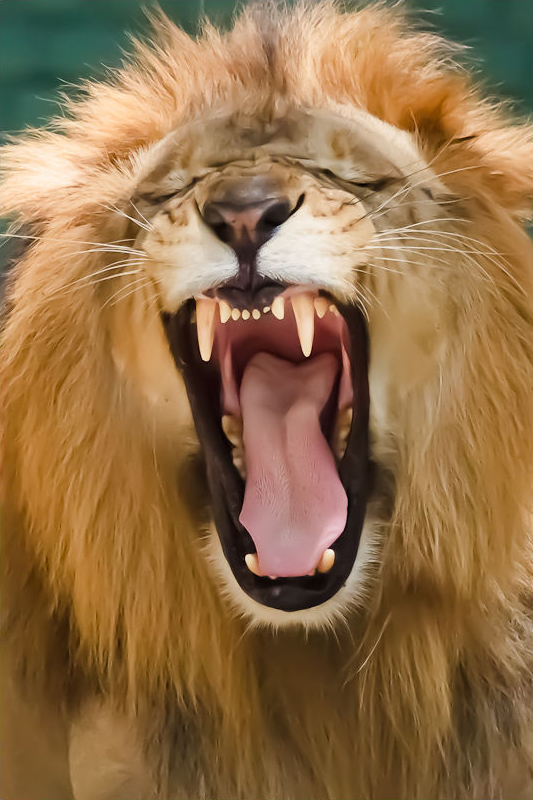
Một con sư tử đực đang ngáp để lộ hàm răng sắc nhọn. Loài sư tử được ví von như tử thần hay ác quỷ tại châu Phi với hàng trăm vụ tấn công người mỗi năm

Sư tử tấn công người hay sư tử vồ người, sư tử cắn chết người, sư tử ăn thịt người là những sự việc liên quan đến các cuộc tấn công của loài sư tử đối với con người. Những vụ việc phần lớn xảy ra ở châu Phi, nơi mà sư tử vẫn còn khá phổ biến, và một số ít tại Ấn Độ là nơi vẫn còn loài sư tử châu Á. Trên thực tế, sư tử không thường xuyên tấn công con người vì con người không phải là con mồi ưa thích của chúng, nhưng một số cá thể đực đơn lẻ được ghi nhận đã chủ động săn người do khan hiếm thức ăn hoặc sức khỏe kém khiến chúng không thể săn những con mồi thông thường. Đây được xem là một ví dụ điển hình của sự xung đột giữa con người và động vật hoang dã. Tương tự như các loài mèo lớn khác, hầu hết các vụ tấn công của sư tử đều gây thương tích nặng hoặc tử vong cho con người và nạn nhân thậm chí bị ăn thịt thương tâm. Giống như hổ và báo hoa mai, sư tử có thể trở nên nguy hiểm hơn sau khi ăn thịt người vì chúng đã quen mùi và có thể lặp lại hành động tương tự, nên người ta thường sẽ cố gắng săn lùng và giết chết những cá thể ăn thịt người để bảo đảm an toàn cho cộng đồng.
Ở châu Phi, sư tử đồng nghĩa với cái chết, ước tính hàng trăm nạn nhân thiệt mạng mỗi năm vì chúng. Một thống kê cụ thể cho thấy, mỗi năm, có khoảng từ 500 đến 700 vụ sư tử tấn công người. Trong dân gian, những con sư tử ăn thịt người đôi khi được nhắc đến như những con ác quỷ, vì sự bạo dạn và dã man của chúng trong quá trình săn người khiến người ta phải khiếp sợ. Nhà bảo tồn Craige Packer ước tính có khoảng 200 đến 400 người ở Tanzania bị giết bởi động vật hoang dã hàng năm và sư tử được cho là giết ít nhất 70 người trong số này. Theo Packer, từ năm 1990 đến 2004, sư tử đã tấn công 815 người ở Tanzania và giết chết 563 người. Packer và Ikanda là một trong số ít các nhà bảo tồn tin rằng các nỗ lực bảo tồn của phương Tây phải tính đến những vấn đề này vì những lo ngại về sự an toàn cho cuộc sống của con người và sự thành công lâu dài trong nỗ lực bảo tồn sư tử.

## Nguyên nhân

### Bản tính hung dữ

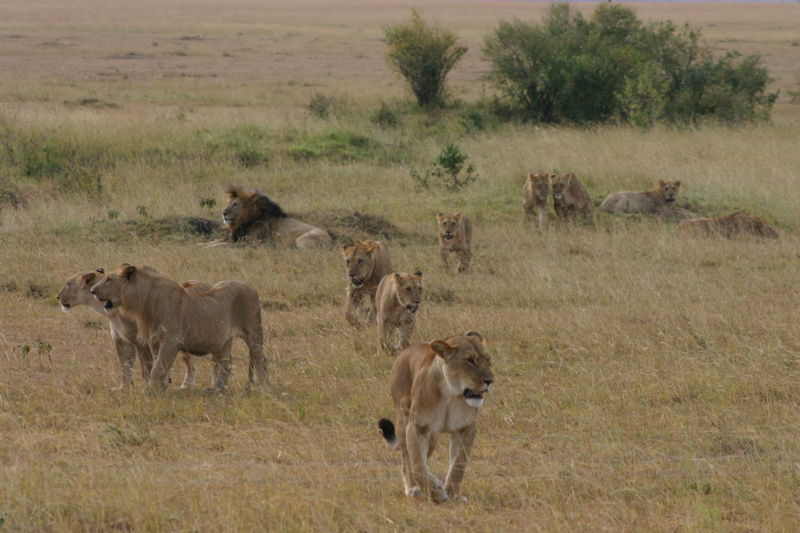
Một đàn sư tử do một con đực đứng đầu tại Masai Mara, Kenya.

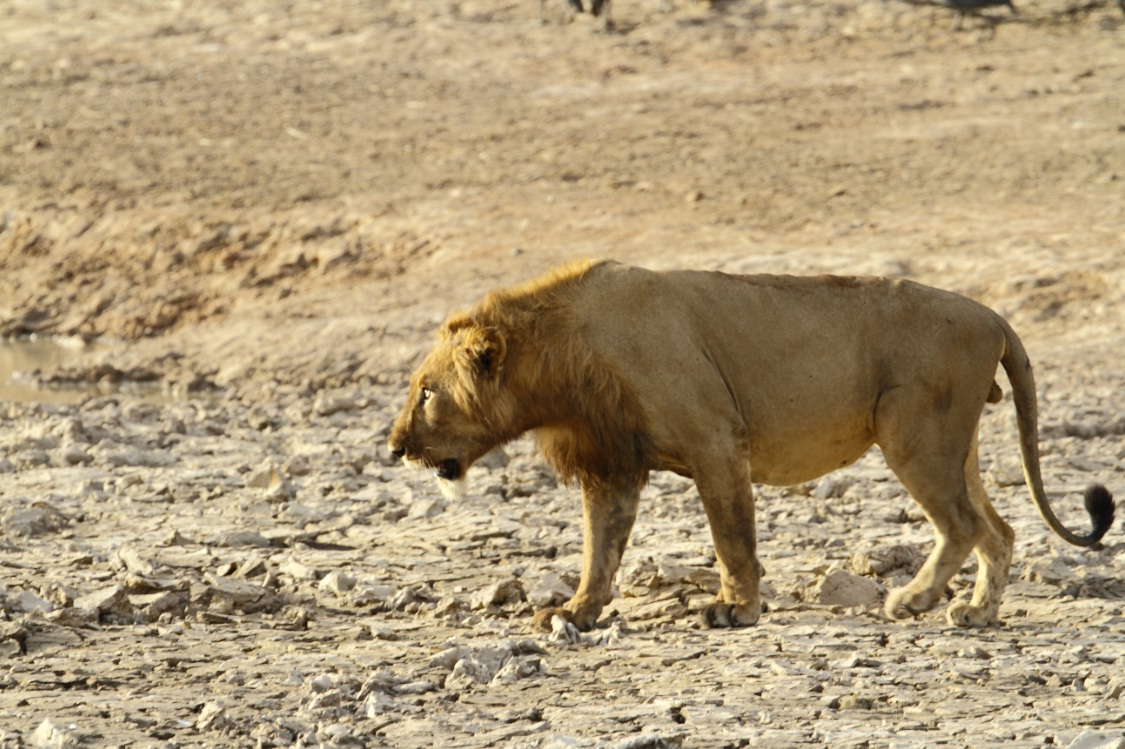
Một con sư tử đực đã già đang sống đơn độc ở Benin. Đây là những cá thể sư tử có xu hướng trở thành những con thú chuyên đi săn người vì sức khỏe đã yếu.

Hành vi tấn công người phần lớn đến từ tập tính của sư tử. Chúng là loài thú dữ có tập tính lãnh thổ rất cao, cùng với bản tính hung hãn, hiếu chiến sẵn có do phải thường xuyên chiến đấu với những loài thú ăn thịt cạnh tranh như linh cẩu đốm, chó hoang châu Phi hay những con sư tử khác để bảo vệ bầy đàn. Không như những loài họ mèo sống đơn lẻ, sư tử thường xuyên gầm rống để khẳng định sự hiện diện của mình, đồng thời đe dọa và xua đuổi những con sư tử đơn lẻ nào có ý định chiếm đàn. Nếu con người hay bất kỳ một sinh vật nào vô tình bước chân vào lãnh địa của một đàn sư tử, thì chúng sẽ lập tức giết chết kẻ xâm nhập để bảo vệ lãnh thổ của mình. Sư tử sống trong điều kiện nuôi nhốt từ nhỏ có thể hiền lành hơn đồng loại tự nhiên, nhưng không hề mất đi bản năng hoang dã và hung dữ, và đã có những sự cố sư tử nuôi tấn công bộc phát và thậm chí giết chết người trong các vườn thú.
Vào những lúc đói mồi, sư tử có thể trở thành một kẻ ăn thịt người cơ hội, chúng tấn công và ăn thịt những người xâm nhập vào lãnh thổ của mình như một con mồi. Một trường hợp ghi nhận một đàn sư tử đã phục kích và ăn thịt ba thợ săn trộm tê giác năm 2018 tại Nam Phi, và một vụ khác diễn ra năm 2021 khi hai con sư tử đực ăn thịt một chuyên gia theo dõi động vật hoang dã tại vườn quốc gia Marakele. Ngoài ra, theo Robert R. Frump, những người tị nạn từ Mozambique băng qua Vườn quốc gia Kruger ở Nam Phi vào ban đêm thường xuyên bị sư tử tấn công và ăn thịt. Các quản lý vườn quốc gia đã nói rằng sư tử ăn thịt người là một vấn đề lớn ở đó. Frump cho biết hàng ngàn người có thể đã bị sư tử tấn công trong nhiều thập kỷ sau khi chế độ apartheid niêm phong vườn quốc gia và buộc người tị nạn phải băng qua nơi nằy vào ban đêm. Trong gần một thế kỷ trước khi biên giới bị niêm phong, người Mozambique thường xuyên đi qua vườn quốc gia Kruger vào ban ngày với rất ít những mối nguy hại từ thú dữ.
Khác với đồng loại ở châu Phi, sư tử châu Á rất hiếm khi xung đột với con người do phạm vi phân bố hẹp của chúng (chỉ giới hạn trong vườn quốc gia Gir và vùng xung quanh ở bang Gujarat, Ấn Độ). Tổng cộng có 190 cuộc tấn công của sư tử châu Á vào con người đã được ghi nhận từ năm 2007 đến năm 2016 trong rừng Gir trong đó chỉ có một tỷ lệ nhỏ dẫn đến tử vong ở người. Con số này kém xa so với các cuộc tấn công con người của voi, hổ hay báo hoa mai. Các cuộc tấn công vào con người của sư tử châu Á đã được quan sát thấy tăng lên trong những năm hạn hán khắc nghiệt khiến cho các quần thể vật nuôi lớn xâm nhập và chăn thả trong khu bảo tồn, dẫn đến xâm phạm vào môi trường sống của chúng. Dữ liệu từ những con sư tử châu Á được thu thập từ xa cho thấy rằng chúng hầu hết không thù địch với con người (một trong 10,000 cuộc chạm trán mới được chuyển thành một cuộc tấn công). Tấn công chủ yếu là tình cờ: sư tử châu Á hiếm khi rình rập hoặc nhắm vào con người làm con mồi, nhưng thường tấn công để tự vệ hoặc khi đang hoảng loạn. Kể từ giữa những năm 1990, số sư tử châu Á đã tăng lên đến mức vào năm 2015, khoảng một phần ba sinh sống bên ngoài khu vực được bảo vệ. Do đó, xung đột giữa người dân địa phương và động vật hoang dã cũng tăng lên. Vào tháng 7 năm 2012, một con sư tử đã kéo một người đàn ông từ hiên nhà của anh ta và giết chết anh ta ở khoảng cách 50–60 km (31-37 dặm) từ rừng Gir. Đây là cuộc tấn công thứ hai của một con sư tử ở khu vực này, sáu tháng sau khi một người đàn ông 25 tuổi bị tấn công và giết chết ở Dhodadar.

### Khan hiếm thức ăn

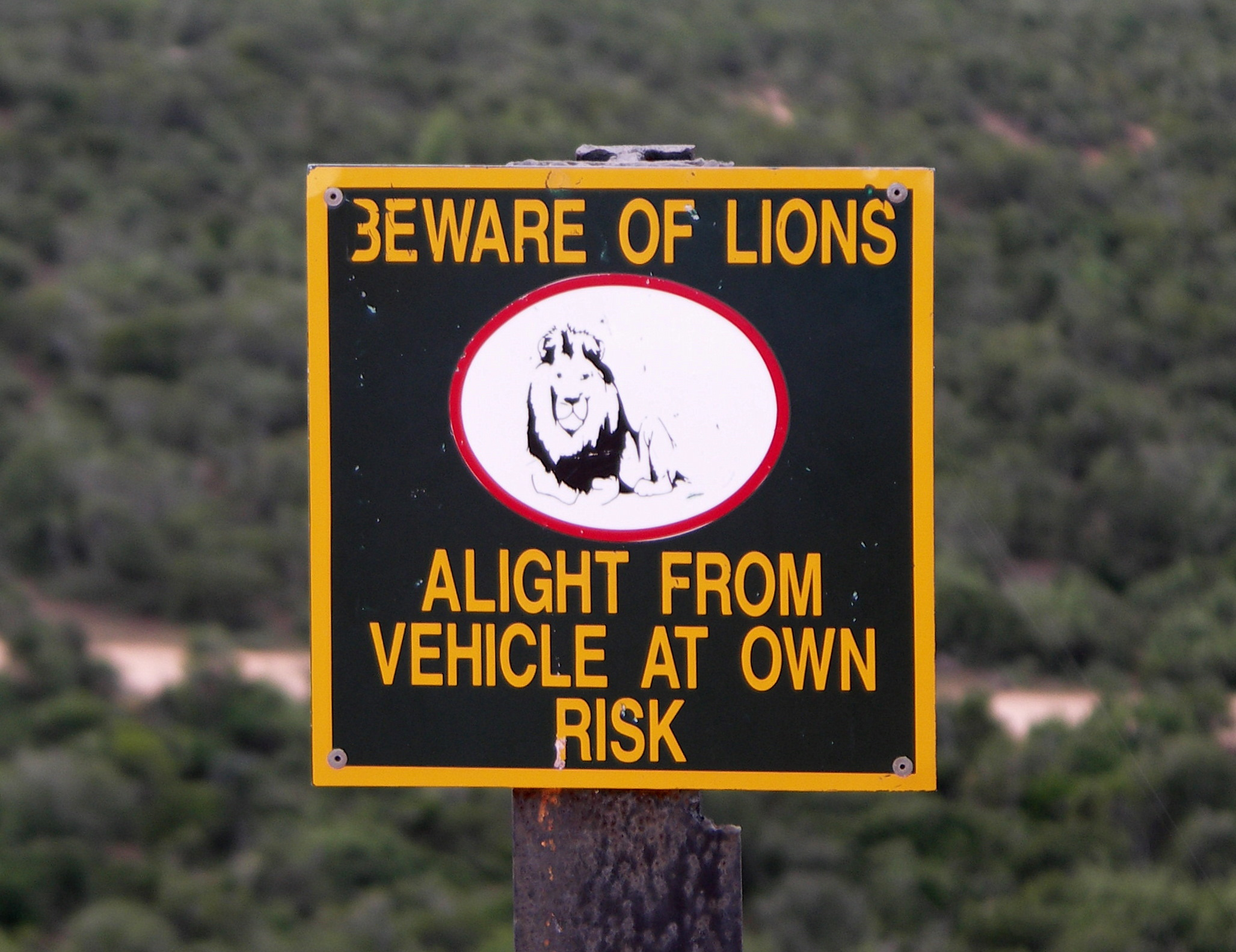
Một biển cảnh báo về mối nguy hiểm của sư tử ở vườn quốc gia Addo

Vào một số thời điểm, cả đàn sư tử sẽ chủ động đột nhập vào những ngôi làng gần rừng cả ngày lẫn đêm để săn con người. Sự bạo dạn này làm cho sư tử trở thành kẻ ăn thịt người dễ dàng hơn hổ. Tuy nhiên, chúng chỉ làm như vậy khi khan hiếm thức ăn tự nhiên, vì con người không phải là con mồi hạp khẩu vị của sư tử. Con mồi chính của sư tử thường là những loài động vật có vú có kích thước từ trung bình đến lớn như ngựa vằn, lợn nanh sừng, linh dương, linh dương Gazelle, linh dương đầu bò, trâu rừng; đôi khi săn cả hà mã, hươu cao cổ và những con voi châu Phi chưa trưởng thành. Tuy nhiên, khi không có sự hiện diện của những con mồi trên, các loài gia súc hay thậm chí cả người sẽ có nguy cơ trở thành những lựa chọn tiềm năng trong chế độ ăn của sư tử.
Những nghiên cứu và kết luận về vấn đề sư tử ăn thịt người đã được kiểm tra một cách có hệ thống. Các nhà khoa học Mỹ và Tanzania báo cáo rằng hành vi ăn thịt người của sư tử ở các vùng nông thôn của Tanzania đã tăng lên rất nhiều từ năm 1990 đến năm 2005. Ít nhất 563 dân làng đã bị tấn công và nhiều người bị sư tử ăn thịt trong giai đoạn này - một con số vượt xa các cuộc tấn công của sư tử Tsavo trước đó. Vụ việc xảy ra gần vườn quốc gia Selous ở quận Rufiji và tỉnh Lindi gần biên giới Mozambique. Trong khi việc mở rộng địa bàn các ngôi làng vào các vùng hoang dã là một mối quan tâm, các tác giả cho rằng chính sách bảo tồn phải giảm thiểu nguy hiểm vì trong trường hợp này, bảo tồn sư tử góp phần trực tiếp vào cái chết của con người. Các trường hợp ở Lindi mô tả những con sư tử săn lùng và ăn thịt người từ trung tâm của những ngôi làng lớn đã được ghi nhận. Một nghiên cứu khác về 1.000 người bị sư tử tấn công ở miền nam Tanzania trong khoảng thời gian từ 1988 đến 2009 cho thấy những tuần sau trăng tròn, khi có ít ánh trăng, là một dấu hiệu cảnh báo mạnh mẽ về các cuộc tấn công vào ban đêm của sư tử sẽ gia tăng đối với những ngôi làng gần đó. Theo một thống kê cụ thể, trung bình có khoảng 250 người bị sư tử giết chết mỗi năm.

### Bị thương tật, già nua
Sư tử cũng có thể trở thành kẻ ăn thịt người vì những lý do tương tự như hổ: già nua, tàn phế và bệnh tật, mặc dù một số cá thể ăn thịt người được báo cáo là vẫn có sức khỏe tốt. Mặc dù những con sư tử khỏe mạnh đang đói mồi vẫn có thể tấn công những người đi lại trong lãnh thổ của nó, nhưng đa số những cá thể tấn công người thường là những con đực già nua, bị thương tật, chỉ sống nhờ gặm nhấm, côn trùng, không thể săn những con mồi ưa thích của chúng. Những cá thể này sống đơn độc do đã bị trục xuất khỏi bầy đàn bởi những con sư tử trẻ và khỏe mạnh hơn, cùng với khả năng săn mồi không tốt như sư tử cái, dẫn đến việc phải chuyển sang đối tượng dễ tấn công hơn là người.

## Phương thức
Dù có kích thước lớn nhưng sư tử chạy rất nhanh, nhất là những con cái. Sư tử có thể đạt đến tốc độ chạy lên đến 80 km/h mặc dù chúng chỉ có thể duy trì trong một thời gian ngắn. Sư tử cũng biết bơi và trèo cây nhưng tỏ ra khá vụng về với hai việc này. Chúng thường trèo lên cây để đánh cắp mồi của báo hoa mai hay bơi qua sông để theo sau các bầy thú vượt sông hoặc đi tìm lãnh thổ cho mình (thường là với những con sư tử không có lãnh thổ). Khác với hổ, khi bị sư tử tấn công, con người không thể thoát bằng cách trèo lên cây nhưng nếu nhảy xuống sông sư tử sẽ không đuổi theo vì chúng không tự tin khi xuống nước. Nhà sinh thái học Craig Packer từ Đại học Minnesota cho rằng ngoài sư tử đực thì sư tử cái cũng gây ra các vụ tấn công và ăn thịt người. Tuy nhiên, sư tử cái chỉ ăn thịt người khi khan hiếm thức ăn, còn sư tử đực có khuynh hướng tấn công liên tiếp. Do đó, những con đực được xem là mối nguy hiểm lớn hơn nhiều với những người sinh sống gần lãnh thổ của sư tử. Với lực cắn 457.000 kg/m2 (1000 pounds/1 inch vuông) tương đương với 1.700N, cú đớp của sư tử chỉ đứng thứ ba trong số các loài mèo lớn (sau báo đốm và hổ), nhưng vẫn mạnh gấp sáu lần con người. Với lực cắn và cơ bắp của mình, chúng có thể tấn công và kéo lê một người trưởng thành trong bộ hàm mà không cần cố gắng gì. Giống như những loài mãnh thú khác, nếu bị sư tử vồ cắn, con người rất dễ bị nhiễm trùng và tử vong nếu không được chữa trị kịp thời.
Cuộc săn mồi của sư tử thường không mất nhiều thời gian và rất uy lực. Khi săn mồi đơn lẻ, chúng kiên nhẫn rình mồi, dùng màu lông vàng hung để ngụy trang trong lớp trảng cỏ, sau đó thực hiện những cú vồ bất ngờ để kết liễu con mồi bằng cách cắn vào cổ để làm gãy cổ hay tổn thương hệ tuần hoàn máu của mục tiêu. Khi săn theo đàn, sư tử có thể kìm kẹp con mồi lớn trong khi các con khác cắn cổ hay làm nghẹt thở con mồi bằng cách khóa mõm nạn nhân, không cho nó thở. Chúng cũng giết chết con mồi bằng cách nhét miệng và lỗ mũi con mồi vào hàm, điều này cũng dẫn đến ngạt thở. Sư tử thường ăn mồi tại địa điểm săn mồi nhưng đôi khi kéo con mồi lớn vào một nơi kín đáo. Những con sư tử đực sẽ được ăn mồi đầu tiên, kế tiếp là những con cái và sau cùng là các con non. Đàn con phải chịu đựng nhiều nhất khi thức ăn khan hiếm nhưng nếu không thì tất cả các thành viên trong đàn đều được ăn no, kể cả sư tử già và què, có thể chỉ sống được bằng thức ăn thừa. Con mồi lớn được chia sẻ rộng rãi hơn giữa các thành viên đàn. Sư tử có sức ăn khỏe chỉ sau hổ trong họ nhà mèo. Một con sư tử cái trưởng thành cần trung bình khoảng 5 kg (11 lb) thịt mỗi ngày trong khi con đực cần khoảng 7 kg (15 lb). Sư tử có thể tự ăn tới 30 kg (66 lb) thịt trong một phiên; nếu không thể tiêu thụ hết lượng con mồi, chúng sẽ nghỉ ngơi trong vài giờ trước khi tiếp tục ăn. Sư tử bảo vệ con mồi của chúng khỏi những kẻ ăn xác thối như kền kền, chó hoang châu Phi và linh cẩu.
Những con sư tử đơn lẻ có khả năng hạ con mồi gấp đôi kích thước của chúng, chẳng hạn như ngựa vằn và linh dương đầu bò, trong khi săn những con mồi lớn hơn nhiều như hươu cao cổ và trâu một mình thì quá nguy hiểm. Sư tử săn mồi theo đàn thường thành công. Sư tử cái, mặc dù kích thước nhỏ hơn, nhưng chúng thực hiện phần lớn việc săn và giết mồi. Trong các cuộc săn mồi điển hình, mỗi con sư tử cái có một vị trí ưa thích trong nhóm, hoặc rình rập con mồi trên "cánh" sau đó tấn công hoặc di chuyển một khoảng cách nhỏ hơn ở trung tâm của nhóm và bắt con mồi chạy trốn khỏi những con sư tử khác. Những con đực gắn liền với đàn thường không tham gia săn theo nhóm. Sư tử đực tồn tại chủ yếu là để bảo vệ bầy đàn; chúng là những kẻ chiến đấu tuyệt vời (bờm của sư tử là sự tiến hóa để phù hợp với những cuộc giao tranh; bờm cản lại những cú cắn và cào có thể rất nguy hiểm cho tính mạng), nhưng bộ bờm và kích thước lớn cản trở tốc độ cũng như khả năng ẩn nấp khiến chúng không hiệu quả trong việc săn mồi. Tuy nhiên, một số bằng chứng cho thấy con đực cũng thành công như con cái; chúng thường là những thợ săn đơn lẻ, phục kích con mồi trong vùng đất nhỏ.
Sư tử không được biết đến đặc biệt vì sức chịu đựng của chúng - ví dụ, trái tim của một con sư tử chỉ chiếm 0,57% trọng lượng cơ thể của nó và con đực chiếm khoảng 0,45% trọng lượng cơ thể của nó, trong khi trái tim của linh cẩu chiếm gần 1% trọng lượng cơ thể. Do đó, sư tử chỉ chạy nhanh trong những đợt ngắn và cần phải ở gần con mồi trước khi bắt đầu tấn công. Chúng tận dụng các yếu tố làm giảm tầm nhìn; nhiều cách giết mồi diễn ra gần một số hình thức che phủ hoặc vào ban đêm. Bởi vì sư tử là thợ săn phục kích, nhiều nông dân gần đây đã phát hiện ra rằng sư tử rất dễ nản lòng nếu chúng nghĩ rằng con mồi đã nhìn thấy chúng. Để bảo vệ gia súc của họ khỏi những cuộc tấn công như vậy, nông dân đã thấy hiệu quả là vẽ mắt trên thân của mỗi con bò, điều này thường đủ để khiến những con sư tử săn mồi nghĩ rằng chúng đã bị phát hiện và chọn con mồi dễ dàng hơn. Phần lớn các con mồi vẫn giữ được bình tĩnh khi chúng phát hiện ra sư tử; nói chung sư tử thiếu sức chịu đựng trong những cuộc rượt đuổi kéo dài, ngược lại với chó hoang. Vì vậy mọi con sư tử khôn ngoan đều biết rút ngắn khoảng cách với con mồi hết mức có thể trước khi tung đòn quyết định.
Khi chủ động săn người, sư tử chủ yếu hoạt động khi màn đêm buông xuống và có ít ánh trăng. Các nhà khoa học đã phân tích dữ liệu lưu trữ của gần 500 vụ sư tử tấn công người dân làng Tanzania từ năm 1988 đến năm 2009. Trong hơn 2/3 số trường hợp, các nạn nhân đều bị giết chết và ăn thịt. Hầu hết các vụ tấn công diễn ra giữa chập tối và 10 giờ đêm khi trăng bắt đầu khuyết và chiếu sáng ít hơn. Kết luận rút ra sau khi so sánh tỷ lệ tấn công của sư tử và các giai đoạn của mặt trăng là, thời điểm nguy hiểm nhất đối với những người sống gần sư tử là vào những ngày ngay sau ngày rằm. Ngoài ra, các vụ tấn công của sư tử cũng tăng lên trong mùa mưa, khi mặt trăng bị mây đen che khuất. Nhà bảo tồn Crag Packer tin rằng sư tử săn mồi thành công hầu hết vào lúc bóng tối cho phép chúng tận dụng lợi thế về thị giác để gây bất ngờ đối với con mồi, nhưng vào những đêm trăng sáng, chúng có khi phải chịu đói. Điều này đúng với trường hợp của hai con sư tử ăn thịt người ở Tsavo, khi cặp sư tử này gần như chỉ tấn công người vào đêm muộn.

## Lịch sử xung đột

### Những con sư tử ăn thịt người nổi tiếng

#### Sư tử Tsavo

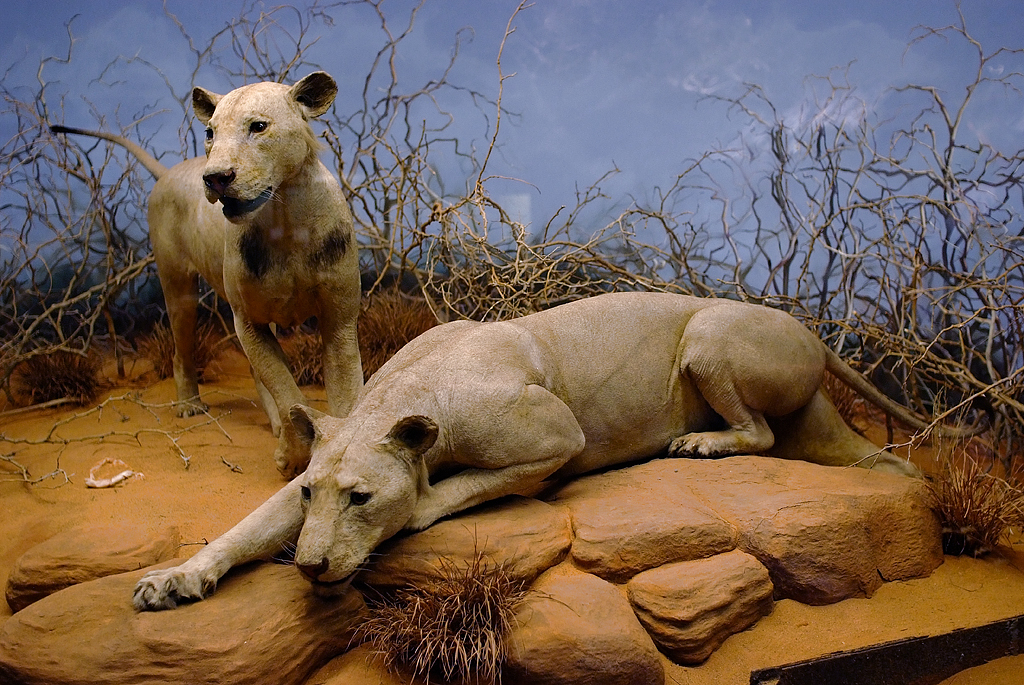
Hai kẻ ăn thịt người Tsavo ở bảo tàng Field tại Chicago, Hoa Kỳ.

Đây có lẽ là vụ sư tử tấn công người nổi tiếng nhất trong lịch sử. Năm 1898, một đội công nhân đến vùng Tsavo để xây dựng một cây cầu đường sắt bắc ngang qua sông Tsavo ở Kenya, theo dự án của chính quyền thuộc địa Anh.  Để tiện cho công việc xây dựng và đảm bảo sức khỏe làm việc, các công nhân dựng lều ngủ ở ngay gần công trường.:18,26 Trong suốt chín tháng, các công nhân xây dựng tuyến đường sắt này liên tiếp trở thành mục tiêu săn đuổi của hai con sư tử đực mà sau này người ta mới biết rằng chúng là hai anh em. Những con sư tử này được mô tả rằng rất to lớn nhưng không có bờm, được đặt tên là "The Ghost" (Bóng ma) và "The Darkness" (Bóng tối). Chúng dài độ hơn 3m, lớn hơn cả những con sư tử thường ở Tsavo. Đêm đến, chúng mò tới lều của những người công nhân xây dựng, kéo họ đến những bụi cây xa xa và thực hiện "một bữa ăn thịnh soạn". Nhưng một thời gian sau, hai con sư tử này trở nên bạo dạn hơn và không còn sợ người. Chúng không còn lén ăn thịt nạn nhân từ các bụi rậm mà tiến hành ngay tại khu vực cách lều chỉ một vài ba mét.:30–34 Những người bản địa bắt đầu tin rằng những con sư tử này thực sự là ác quỷ được gửi đến từ địa ngục để ngăn cản người Anh xâm lược vùng đất của họ. Người Đông Phi cũng tin rằng sự xuất hiện của đôi sư tử Tsavo là sự tái sinh của những vị vua đã khuất để giúp họ chống ngoại xâm. Khi con số nạn nhân đã lên tới hàng trăm, nhiều người công nhân bắt đầu sợ hãi và bỏ chạy khỏi công trường xây dựng. Cuối cùng, việc xây dựng tuyến đường sắt buộc phải dừng lại bởi không ai muốn trở thành nạn nhân tiếp theo của hai "con quỷ" trên. Theo một số tài liệu ghi lại, trong khoảng thời gian chín tháng năm 1898, hai con sư tử đã giết chết 135 người.
Kỹ sư đường sắt John Henry Patterson, khi ấy là một chỉ huy công trường, đã nhận trách nhiệm truy lùng và giết chết hai con sư tử hung ác ấy. Tháng 12 năm ấy, sau khi bỏ nhiều công sức truy lùng, dùng mồi nhử, ông John đã bắn chết được hai con vật rồi đem bán xác của chúng cho Bảo tàng Field ở Chicago với giá 5.000 USD. Trước đây, người ta cho rằng sự đói khát đến cùng cực của đôi sư tử này đã khiến chúng ăn thịt người. Tuy nhiên, một phân tích về hài cốt của hai con vật đã cung cấp cái nhìn mới về nguyên nhân khiến sư tử Tsavo giết và ăn thịt người. Theo đó, nguyên nhân nằm ở chính bộ hàm bị tổn thương của chúng. Các chuyên gia ghi nhận một trong hai cá thể sư tử Tsavo bị thiếu ba chiếc răng cửa hàm dưới, gãy một chiếc răng nanh, và một ổ áp xe lớn ở mô bao quanh chân răng. Cá thể còn lại cũng bị tổn thương ở miệng, với một chiếc hàm trên bị nứt. Chứng đau răng này khiến việc săn bắt con mồi tự nhiên trở nên khó khăn nên chúng buộc phải săn người để sinh tồn.

#### Sư tử Charlie
Vào năm 1909, con sư tử trắng Charlie đã trở thành tâm điểm khi có chứng cứ tố cáo nó ăn thịt người. Cùng với hai con sư tử đực khác, chúng tấn công theo nhóm vào một vài làng ở châu Phi và giết chết khoảng 90 người. Nó gần như bất khả chiến bại vì có thể tránh bẫy của các thợ săn một cách khéo léo. Cuối cùng, con sư tử này đã bị hạ bởi một khẩu sung lục.

#### Sư tử Njombe

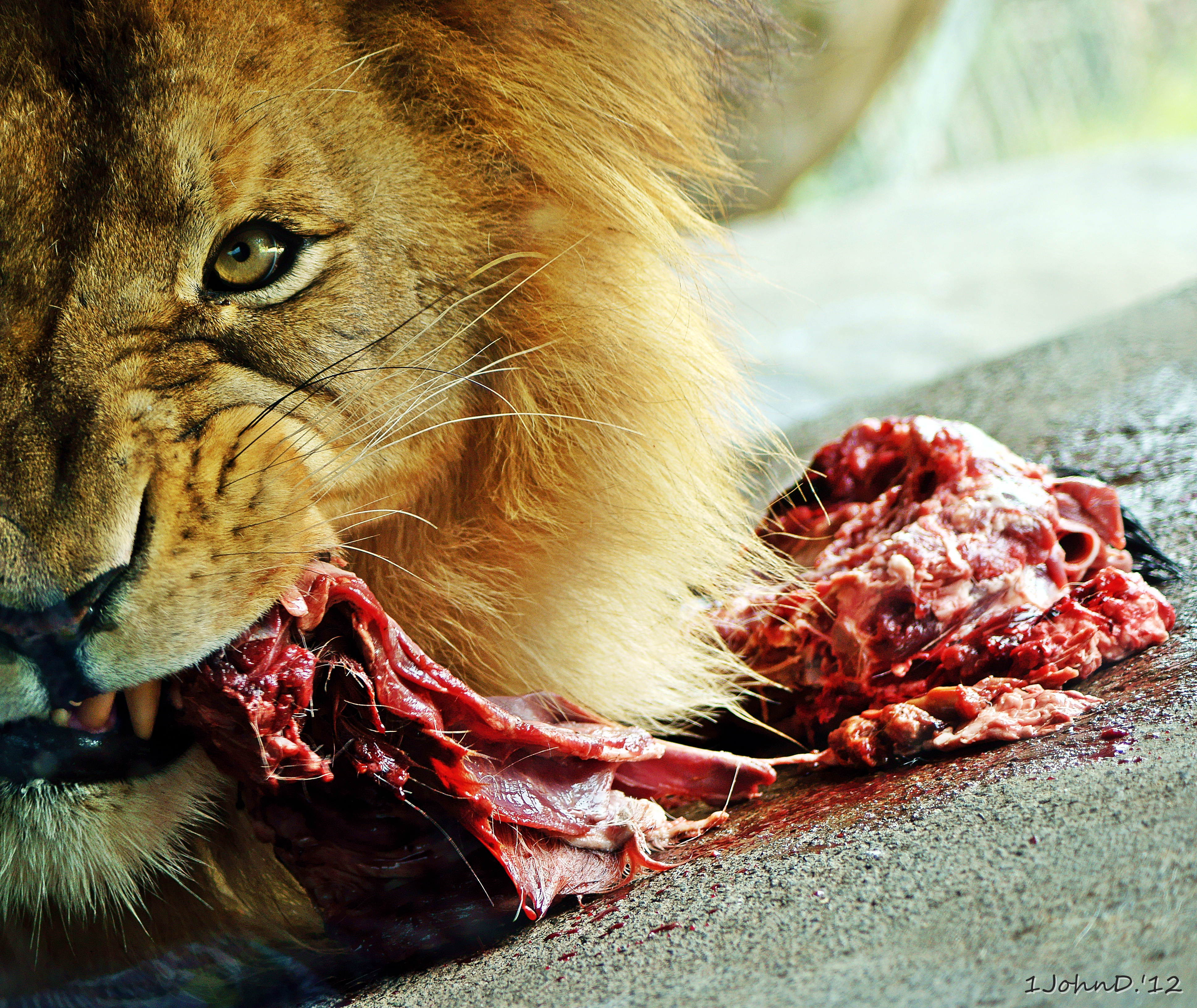
Ngay cả trong điều kiện nuôi nhốt thì sư tử vẫn không mất đi tập tính hoang dã và hung dữ. Đã có không ít những vụ sư tử tấn công và thậm chí giết chết người trong các vườn thú.

Một sự việc kinh hoàng liên quan đến hành vi săn người của sư tử xảy ra vào khoảng những năm 1932-1947 tại vùng Njombe thuộc miền nam Tanzania. Để không bị chết đói thì một đàn sư tử gồm 15 con đã gây ra cái chết của hàng nghìn người. Không một ai biết câu chuyện này bắt đầu từ đâu, nhưng có thể là một con sư tử già không còn săn được thú đã lựa chọn con người làm mục tiêu dễ dàng. Cách đi săn này được truyền lại cho thế hệ sư tử khác trong đàn. Dần dần, cả đàn sư tử đều biết đi săn con người.
Người dân bị tấn công giữa ban ngày và cả ban đêm. Những con sư tử còn được cho là đã có chiến thuật săn bắt người một cách rõ ràng, dụ họ ra khỏi nhà và tấn công khi họ di chuyển đơn độc. Sư tử con cũng học được cách đi săn như vậy từ bố mẹ chúng, cho thấy hành vi này được truyền lại qua nhiều thế hệ. Những nạn nhân bị kéo vào các bụi cây để ăn và giấu khỏi những loài săn mồi khác.
Thợ săn George Gilman Rushby cuối cùng đã tiêu diệt cả đàn sư tử này năm 1947, trải qua ba thế hệ được cho là đã giết và ăn thịt từ 1.500 đến 2.000 người ở quận Njombe. Ông khởi đầu bằng việc thuê sáu người khỏe mạnh đặt bẫy dụ sư tử nhưng trong suốt sáu tháng không một con sư tử nào mắc bẫy, nên phải tự tìm dấu vết của đàn sư tử ăn thịt người, đi theo chúng dựa vào dấu chân. Nhưng điều này không hề dễ dàng vì đàn sư tử ăn thịt người không hoạt động giống những con sư tử bình thường; chúng tấn công, ăn thịt người và rời đi xa hàng km ngay trong đêm. Mỗi khi nhận được thông tin về người bị sát hại, Rushby ngay lập tức có mặt để lần theo dấu sư tử. Hai tiếng sau khi truy đuổi, Rushby lần đầu phát hiện được bốn con sư tử ăn thịt người đi cùng nhau và bắn chết được một con. Trong những ngày sau đó, Rushby và hai cộng sự đã săn thêm được ba con sư tử ăn thịt người. Đó cũng là lúc Rushby cùng gia đình được phép quay trở về Anh để nghỉ ngơi. Ông đã giao nhiệm vụ săn lùng đàn sư tử này lại cho một nhà quan sát động vật hoang dã khác khi rời Tanzania.
Khi quay trở lại Njombe, Rushby rất buồn khi biết tin có thêm người bị sư tử ăn thịt. Nhưng điều tích cực là cư dân địa phương đã không còn sợ hãi sư tử và biết đứng lên chiến đấu chống lại thú dữ. Đây là một bước tiến quan trọng bởi chỉ một năm trước đó, họ còn không dám động đến đàn sư tử ăn thịt người. Đến tháng 5 năm 1947, tần suất sư tử tấn công người giảm mạnh sau khi 10 con sư tử bị giết chết. Rushby cùng cư dân địa phương săn thêm được năm con sư tử nữa, nâng tổng số sư tử ăn thịt người bị tiêu diệt lên con số 15. Kể từ đó, không một người dân Njombe nào bị sư tử ăn thịt nữa.

#### Sư tử Mfuwe

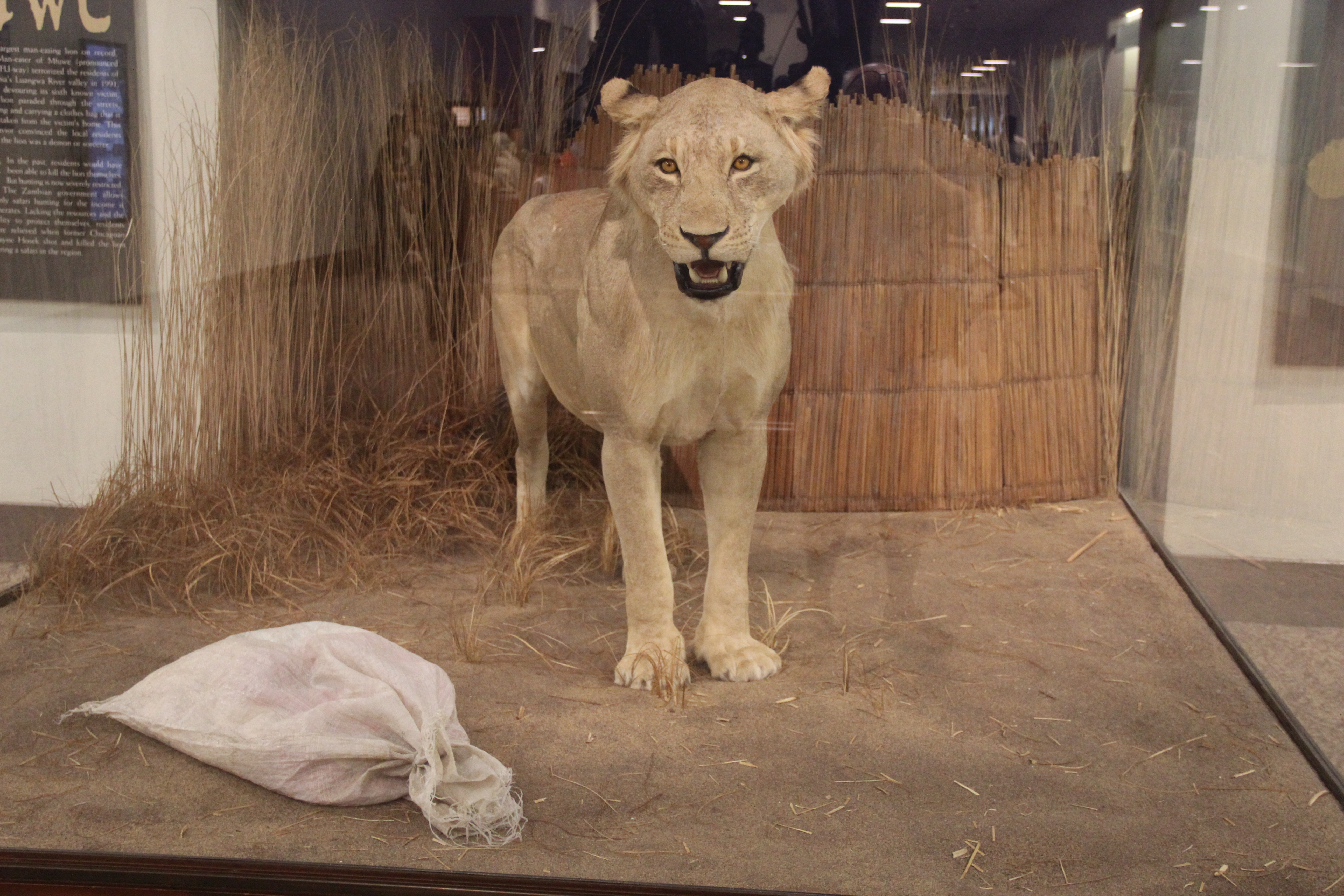
Kẻ ăn thịt người Mfuwe ở bảo tàng Field, Chicago.

Con sư tử ở Mfuwe dài 10 ft đã làm kinh hãi người dân Zambia năm 1991. Sau khi giết người lần thứ sáu, con sư tử này đi vênh váo vào giữa phố, miệng ngậm túi giặt ủi của nạn nhân, thách thức bất kỳ ai dám đối mặt với nó. Một thợ săn đến từ California chờ đợi trong 20 đêm trước khi bắn gục nó. Xác con sư tử này hiện cũng được trưng bày trong bảo tàng Field ở Chicago.

#### Sư tử Osama
Từng gây chấn động trong giai đoạn 2002-2004 ở Tanzania, người ta cho rằng một con sư tử tên Osama và đôi khi cùng đồng loại đã gây ra cái chết của hơn 50 người ở tám làng khác nhau. Cuối cùng, nó đã bị giết vào tháng 4 năm 2004. Người ta tin rằng thói quen ăn thịt người của nó đến từ con sư tử mẹ.

### Những vụ việc gần đây
- Ngày 16 tháng 6 năm 2016, chính quyền bang Gujarat của Ấn Độ đã bắt ba con sư tử sau khi gây ra hàng loạt vụ tấn công khiến ba người thiệt mạng ở gần công viên bảo tồn Gir. Ba nạn nhân gồm một cậu bé 14 tuổi, một người phụ nữ 50 tuổi và một người đàn ông 61 tuổi đã thiệt mạng trong thời gian từ tháng 4 đến tháng 5. Trong phân của một con sư tử đực và hai con cái có chứa thịt người. Con sư tử đực sẽ bị đưa tới sở thú, trong khi hai con cái vẫn bị giam giữ ở trung tâm cứu hộ động vật. Được biết dường như chỉ có con đực là tấn công và giết người, còn hai con cái chỉ ăn xác. Ba con sư tử này sẽ bị giam giữ trong lồng suốt đời để tránh tiếp tục tấn công người.[15]
- Ngày 7 tháng 8 năm 2017, hai con sư tử đã tấn công và giết chết một người chăn thả gia súc tại vườn quốc gia Nairobi, Kenya lúc hai giờ sáng, đồng thời cũng tấn công một số người đi cùng nạn nhân. Bảo vệ công viên sau đó giải cứu được bảy người trong khi thanh niên 18 tuổi do chạy không kịp nên bị giết chết và ăn thịt.[16]
- Ngày 10 tháng 2 năm 2018, một người đàn ông được cho là một tên săn trộm đã bị bầy sư tử tấn công và ăn thịt ở Nam Phi. Phần còn lại của thi thể nạn nhân được phát hiện tại một bụi cây gần Vườn quốc gia Kruger ở tỉnh Limpopo. Bầy sư tử đã ăn gần hết cơ thể của anh ta, chỉ để lại phần đầu và một phần xương. Một khẩu súng săn của nạn nhân cũng được tìm thấy tại hiện trường.[17]
- Ngày 2 tháng 5 năm 2018, chủ khu bảo tồn thú ăn thịt Marakele, Nam Phi tên Mike Hodge bị con sư tử được ông nuôi từ nhỏ tấn công khi bước vào chuồng của nó để thị sát. Con vật đã kéo lê ông vào bụi rậm trước khi ngay lập tức bị bắn hạ để đảm bảo an toàn. Nạn nhân thoát chết nhưng bị thương nặng ở cổ và hàm.[18]
- Ngày 2 tháng 7 năm 2018, một đàn sư tử đói mồi ở khu bảo tồn Sibuya Game Reserve vô tình cứu nguy cho những con tê giác khi tấn công nhóm thợ săn đang trang bị rìu và súng để đột nhập bất hợp pháp, tất cả trang bị đều phục vụ mục đích giết tê giác và cưa sừng. Chúng vồ và giết chết ba thợ săn trộm, để lại các bộ phận cơ thể bị ăn một phần.[1]
- Ngàt 30 tháng 12 năm 2018, vườn thú động vật hoang dã bang Bắc Carolina, Mỹ cho biết một con sư tử đã tấn công và làm chết một nữ nhân viên vừa mới bắt đầu làm việc tại trung tâm trên. Vụ việc xảy ra khi các nhân viên vườn thú đang tiến hành dọn dẹp tại một khu đất có hàng rào bảo vệ như thường lệ. Một con sư tử đã sổng chuồng và đi vào khu vực những nhân viên trên đang làm việc và giết một người trong số họ.
- Ngày 2 tháng 4 năm 2019, một người đàn ông đi săn trộm tê giác trong vườn quốc gia Kruger, Nam Phi bị voi đè tới chết trước khi bị đàn sư tử đói ăn mất xác. Trước đó, ba người bạn đi cùng đã bỏ chạy khi nạn nhân bị voi đè. Họ gọi điện báo cho gia đình người này và ban quản lý vườn quốc gia tiến hành tìm kiếm thi thể nạn nhân trong suốt hai ngày. Các dấu vết ở hiện trường cho thấy một đàn sư tử đã ăn hết xác nạn nhân, chỉ chừa lại hộp sọ và chiếc quần.[19]
- Ngày 20 tháng 8 năm 2019, chủ khu bảo tồn ở Mahala View Lion Lodge tại Cullinan, phía tây Nam Phi, tên Leon van Biljon, 70 tuổi đã bị những con sư tử do chính mình nuôi nhốt nhiều năm tấn công khi sửa chuồng. Những con này đã bị bắn hạ để giải cứu cho nạn nhân nhưng ông đã không qua khỏi vì vết thương quá nặng.[20]
- Ngày 6 tháng 2 năm 2020, một nữ nhân viên 21 tuổi đã thiệt mạng do sư tử tấn công trong lúc làm việc tại khu bảo tồn tư nhân Bela-Bela ở tỉnh Limpopo. Cô ta đã cố gắng thoát khỏi chuồng sư tử và hét lên để cầu cứu cũng như cảnh báo những nhân viên khác về cuộc tấn công, trước khi ngã gục trước cánh cổng bởi những vết thương nặng trên cơ thể. Các nhân viên y tế khẩn trương có mặt nhưng cô gái trẻ đã tử vong tại hiện trường. Nạn nhân thiệt mạng do các vết thương sâu gây ra bởi hàm răng và móng vuốt sắc nhọn của đàn sư tử.[21]
- Ngày 29 tháng 5 năm 2020, một nữ nhân viên dọn dẹp chuồng sư tử bị thương nặng sau khi bị sư tử tấn công tại sở thú Shoalhaven ở New South Wales, Úc. Vụ việc xảy ra khi nữ công nhân 35 tuổi đang dọn dẹp chuồng cho 2 con sư tử thì bị chúng lao vào tấn công, gây ra vết thương nghiêm trọng trên đầu và cổ. Người phụ nữ sau đó được đưa đến bệnh viện trong tình trạng nguy kịch nhưng tình trạng sau đó đã ổn định.
- Ngày 29 tháng 8 năm 2020, chuyên gia bảo tồn nổi tiếng West Mathewson bị hai con sư tử cái do ông giải cứu và nuôi dưỡng từ nhỏ bất ngờ tấn công tới chết khi mở cửa chuồng để dẫn hai con vật đi dạo buổi sáng. Được biết hai con sư tử không tìm cách ăn thịt Mathewson mà chỉ là hậu quả do nô đùa quá mạnh bạo với chủ.[22]
- Ngày 5 tháng 11 năm 2020, một nhân viên sở thú bị cắn nát tay khi đang cho sư tử ăn trước mặt du khách tại vườn thú Karachi ở Karachi, Pakistan. Nhân viên này đang ném thịt sống vào chuồng thì bị sư tử đực tấn công, cắn vào cánh tay của anh ta qua song sắt. Sau khi con vật nhả nhân viên này ra, anh ta nhanh chóng được đưa đến Bệnh viện Dân sự Karachi, tình trạng sau đó đã ổn định.
- Ngày 6 tháng 3 năm 2021, một chuyên gia theo dõi động vật hoang dã tên Malibongwe Mfila đã thiệt mạng sau khi bị hai con sư tử tấn công tại vườn quốc gia Marakele, Nam Phi.[2] Lúc theo dõi đàn voi và sư tử để tư vấn cho hướng dẫn viên về kế hoạch tham quan khu bảo tồn, người này bất ngờ bị hai con sư tử đực trẻ tuổi phục kích giết chết. Một người khác đang lái xe trong vườn quốc gia Marakele đã quan sát thấy vụ việc và báo cáo cho các nhà chức trách. Khi cảnh sát và nhân viên kiểm lâm có mặt tại hiện trường, hai con sư tử đang ngấu nghiến xác của nạn nhân và chúng đã bị bắn chết ngay lập tức.
- Ngày 2 tháng 8 năm 2021, ba học sinh Trường Tiểu học Ngoile ở quận Ngorongoro, khu vực Arusha – Tanzania, đã bị sư tử vồ chết khi đang tìm kiếm gia súc thất lạc gần khu bảo tồn Ngorongoro.[23] Ngoài ra, sư tử cũng đã khiến một đứa trẻ khác bị thương nghiêm trọng. Hiệu trưởng trường tiểu học Ngoile chia sẻ rằng cả ba học sinh thiệt mạng đến từ một gia đình. Trước khi bị sư tử vồ chết, hai trong số bốn học sinh nêu trên được cho là cố leo lên cây để thoát thân.
- Ngày 28 tháng 8 năm 2022, một người đàn ông thiệt mạng do bị sư tử tấn công trong vườn thú thủ đô Accra của Ghana, khi người này vượt qua hàng rào an ninh và đi vào khu vực nguy hiểm. Người đàn ông ban đầu bị thương do bị một trong những con sư tử bên trong khu vực rào chắn tấn công, nhưng do vết thương quá nặng nên đã tử vong.[24]

## Phòng ngừa

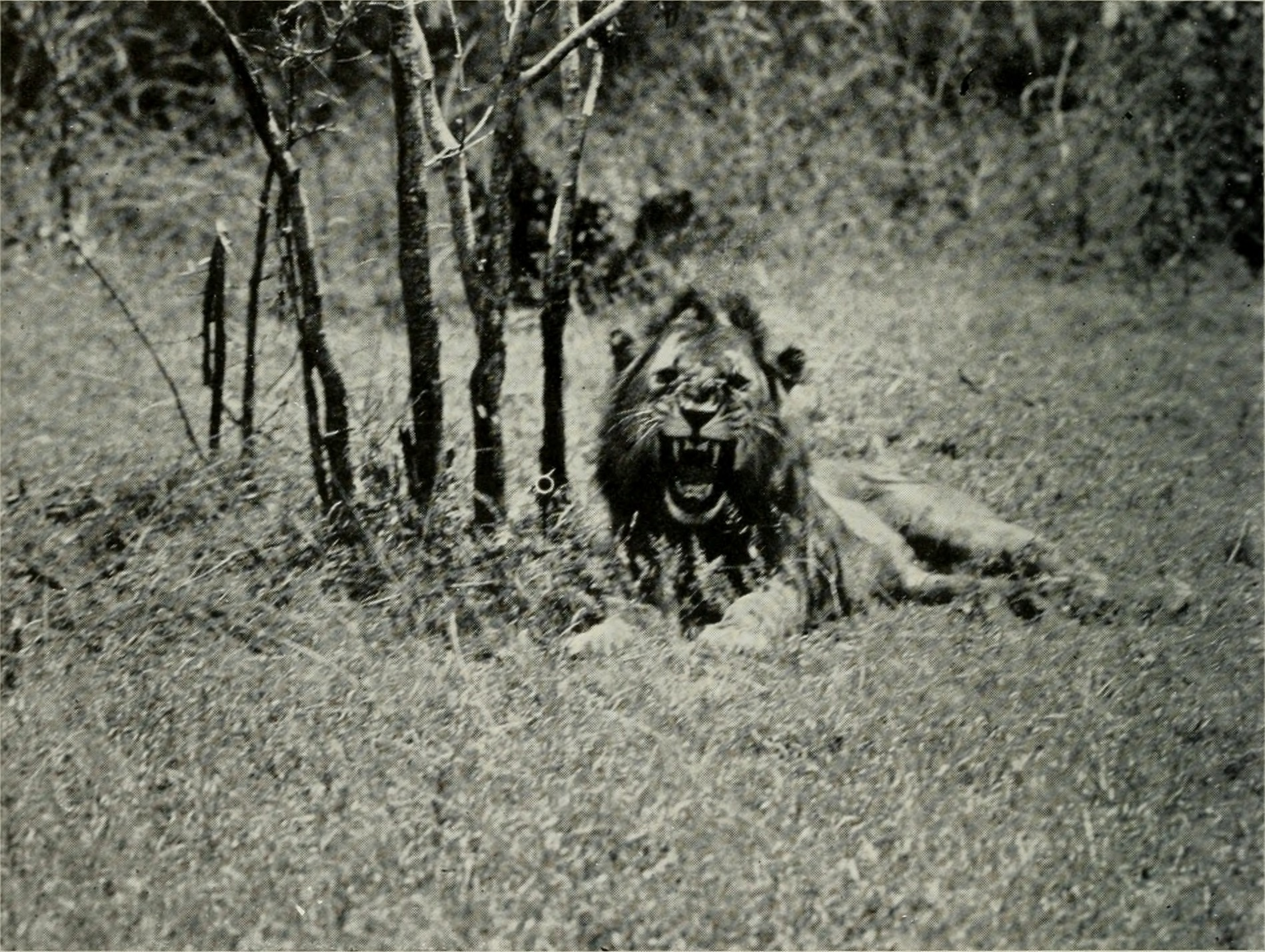
Sư tử có thói quen di chuyển để thăm dò, quan sát mục tiêu trước khi bắt đầu tấn công. Giữ bình tĩnh và không bỏ chạy là hai yếu tố quan trọng để sống sót khi đối mặt với chúng trong tự nhiên.

Một số chuyên gia động vật học đã đưa ra những lời khuyên về cách ứng phó và bảo vệ bản thân khi chạm mặt với sư tử trong tự nhiên: luôn nhìn thẳng vào mắt nó và không được ngắt quãng, lùi lại thật chậm, không được quay lưng về phía sư tử và không được phép bỏ chạy. Sư tử thường sẽ di chuyển quan sát con mồi trước khi nhảy vào tấn công, đồng thời nhe nanh gầm gừ hướng về phía mục tiêu. Trong trường hợp đó, vung cánh tay để tạo cảm giác to lớn hơn, đồng thời gây ra thật nhiều tiếng động lớn (ví dụ như la hét thật lớn về phía nó) để phân tán sự chú ý của kẻ săn mồi. Khác với hổ hay báo, sư tử sẽ giả vờ tấn công một hoặc hai lần trước khi làm thật bằng cách chạy rất nhanh về phía mục tiêu rồi dừng lại vài nhịp lúc tới đủ gần để thăm dò, khi ấy cố gắng không hoảng sợ bởi động tác giả của con thú mà bỏ chạy. Lúc đó, hãy khua hai tay sang bên cạnh liên tục và tạo ra nhiều tiếng ồn nhất có thể. Con thú có thể sẽ cảm thấy đó là một con mồi khó nhằn và rút lui.
Môi trường sống của sư tử ở rìa vườn quốc gia Serengeti đang ngày càng bị xâm lấn bởi hoạt động của con người. Như một hệ quả, những vụ tấn công có xu hướng gia tăng trong thời gian qua buộc chính quyền Tanzania phải có hành động cụ thể để bảo vệ người dân và gia súc. Tổng cộng 36 con sư tử sẽ được di dời khỏi vườn quốc gia Serengeti, trong đó, 20 con được chuyển đến vườn quốc gia Burigi Chato ở phía tây bắc đất nước. Các nhà chức trách vẫn đang tìm môi trường sống mới cho 16 con còn lại.